# L'Enfant Sauvage
L'Enfant Sauvage (з фр. перекладається як «Дика дитина») — це п'ятий студійний альбом французького хеві-метал-гурту Gojira. Він вийшов 26 липня 2012 року під лейблом Roadrunner Records. Музичні критики сприйняли альбом позитивно.

## Історія створення
Джерелом натхнення для створення альбому L'Enfant Sauvage став однойменний фальшивий документальний фільм, знятий Франсуа Трюффо, у якому висвітлюється реальна історія Віктора з Аверона — хлопчика, якого знайшли у лісі, самого, із притаманним диким тваринам типом поведінки.
Фронтмен, гітарист та поет-пісняр Джо Дуплантьє пояснює значення альбому такими словами: «Коли ти стаєш музикантом, над тобою немає боса, який казатиме тобі що і як робити, тому треба бути дуже відповідальним.» Далі він розвиває цю тему: «Із свободою приходить відповідальність, тому я запитую себе: „Що таке свобода? Що вона означає для мене?“ L'Enfant Sauvage задумується над цим. Проте відповідей не існує. Є лише життя та запитання.»
Gojira готувалися до туру із гуртами Lamb of God та Dethklok, але тур довелося скасувати внаслідок арешту Ренді Блайта у Чехії. Згодом Gojira оголосила про проведення власного хедлайнового туру, який розпочався у січні 2013 із підтримкою від проєкту Девіна Таунсенда та гурту The Atlas Moth.

## Список пісень
Автор музики Маріо Дуплантьє та Джо Дуплантьє. Тексти пісень - Джо Дуплантьє. 
| #   | Назва                               | Тривалість |
| --- | ----------------------------------- | ---------- |
| 1.  | «Explosia»                          | 6:39       |
| 2.  | «L'Enfant Sauvage»                  | 4:17       |
| 3.  | «The Axe»                           | 4:34       |
| 4.  | «Liquid Fire»                       | 4:17       |
| 5.  | «The Wild Healer» (інструментальна) | 1:48       |
| 6.  | «Planned Obsolescence»              | 4:39       |
| 7.  | «Mouth of Kala»                     | 5:51       |
| 8.  | «The Gift of Guilt»                 | 5:56       |
| 9.  | «Pain Is a Master»                  | 5:07       |
| 10. | «Born in Winter»                    | 3:51       |
| 11. | «The Fall»                          | 5:25       |

| Спеціальне видання, бонусні треки | Спеціальне видання, бонусні треки | Спеціальне видання, бонусні треки |
| #                                 | Назва                             | Тривалість                        |
| --------------------------------- | --------------------------------- | --------------------------------- |
| 12.                               | «This Emptiness»                  | 3:59                              |
| 13.                               | «My Last Creation»                | 4:08                              |

| Бонусне DVD: На живо, на Les Eurockéennes, 2009 | Бонусне DVD: На живо, на Les Eurockéennes, 2009 | Бонусне DVD: На живо, на Les Eurockéennes, 2009 |
| #                                               | Назва                                           | Тривалість                                      |
| ----------------------------------------------- | ----------------------------------------------- | ----------------------------------------------- |
| 1.                                              | «Oroborus»                                      | 5:31                                            |
| 2.                                              | «The Heaviest Matter of the Universe»           | 4:24                                            |
| 3.                                              | «Backbone»                                      | 4:17                                            |
| 4.                                              | «Love»                                          | 4:22                                            |
| 5.                                              | «A Sight to Behold»                             | 5:33                                            |
| 6.                                              | «The Art of Dying»                              | 8:17                                            |
| 7.                                              | «Drum Solo»                                     | 2:25                                            |
| 8.                                              | «Clone»                                         | 5:53                                            |
| 9.                                              | «Flying Whales»                                 | 6:10                                            |
| 10.                                             | «Toxic Garbage Island»                          | 5:31                                            |
| 11.                                             | «Vacuity»                                       | 6:13                                            |

## Учасники
Gojira
- Джо Дуплантьє — спів, гітара
- Крістіан Андрю — гітара
- Жан-Мішель Лабадьє — бас-гітара
- Маріо Дуплантьє — ударні

## Чарти
| Чарт (2012)           | Пікова позиція |
| --------------------- | -------------- |
| Canadian Albums Chart | 34             |
| France (SNEP)         | 7              |
| Norway (VG-lista)     | 12             |
| Swedish Albums Chart  | 28             |
| U.S (Billboard)       | 34             |
| UK Albums Chart       | 53             |